# Vads landskommun
Vads landskommun var en tidigare kommun i dåvarande Skaraborgs län.

## Administrativ historik
Kommunen inrättades i Vads socken i Vadsbo härad i Västergötland när 1862 års kommunalförordningar trädde i kraft. 
I kommunen, med en del i Götlunda landskommun, inrättades 26 november 1937 Tidans municipalsamhälle.
Vid kommunreformen 1952 uppgick landskommunen med municipalsamhället i Tidans landskommun, som 1971 uppgick i Skövde kommun.

## Politik

### Mandatfördelning i Vads landskommun 1938-1946
| 12 | 2 | 2 |

| 16 |

| 12 | 4 |

| 16 |

| 1 | 11 | 4 |

| 16 |